# Bitter Sweet Symphony
«Bitter Sweet Symphony» (с англ. — «Горько-сладкая симфония, Горестно-сладостная симфония») — песня британской рок-группы The Verve. Она была выпущена в качестве первого сингла с третьего студийного альбома группы Urban Hymns 1997 года и поднялась на вторую строчку UK Singles Chart. По состоянию на 2019 год в Великобритании продано 1,276,209 копий сингла.
В «Bitter Sweet Symphony» использован короткий музыкальный фрагмент, взятый из интерпретации Оркестром Эндрю Олдема (Andrew Oldham Orchestra) песни «The Last Time» группы The Rolling Stones. После судебного разбирательства между The Verve и американской фирмой «ABKCO Music» авторами композиции были признаны Ричард Эшкрофт, Мик Джаггер и Кит Ричардс, и вплоть до 2019 года Эшкрофт не получал доходов от сингла.
После распада группы в 1999 году Эшкрофт использует эту песню на своих сольных концертах.
Песня использована саундтреком в кульминационной сцене в фильме Роджера Камбла 1999 года «Жестокие игры».

## Авторство
Хотя текст песни полностью написан Ричардом Эшкрофтом, оркестровая гармония её вступления заимствована из симфонического переложения композиции «The Last Time», сделанного Дэвидом Уиттакером и записанного оркестром под управлением Эндрю Олдема. Именно эту композицию в 1965 году исполнили The Rolling Stones.
Первоначально группа The Verve договорилась о разрешении использовать музыкальный фрагмент композиции из шести нот, но Аллен Клейн, бывший менеджер The Rolling Stones, обладавший авторскими правами на наследие группы, созданное до 1970-х годов, заявил, что The Verve нарушила договор и использовала фрагмент большей продолжительности. Кляйн через свою компанию ABKCO Records инициировал судебное разбирательство, закончившееся мировым соглашением сторон, в результате которого все причитающиеся автору платежи от композиции The Verve переходили к Клайну, а указываемое при публикациях авторство песни было изменено на «Джаггер, Ричардс, Эшкрофт».
Басист The Verve Саймон Джонс: «Сначала нам сообщили, что разделение гонораров будет 50 на 50, но потом они увидели, как успешна оказалась запись. Они позвонили и сказали: „Мы хотим 100 процентов или изымаем её из магазинов, у вас нет выбора“».
После этого Эшкрофт заявил, что это «лучшая песня Джаггера и Ричардса за 20 лет» (последнее творение The Rolling Stones, покорявшее британский чарт — «Brown Sugar»). Специально для канала VH1 Эшкрофт переделал композицию, лишив её оркестровых аранжировок, дав следующий комментарий:
Несмотря на юридические точки зрения и прочее дерьмо, разденьте её до аккордов, лирики и мелодии, и вы осознаете, что там — хорошая песня.
В ходе интервью журналу Q в январе 1999 года Киту Ричардсу задали вопрос, не было ли слишком жёстким решением лишать The Verve любых доходов за «Bitter Sweet Symphony». Он ответил: «Я здесь не при делах, это — юридическое дерьмо. Если The Verve могут написать лучшую песню, они смогут сохранить деньги». Эндрю Олхэм в интервью журналу Uncut сказал следующее: «Что касается Ричарда Эшкрофта, ну, я не знаю, как исполнитель может быть сильно задет таким опытом. Авторов песен учили относиться к песням как к детям, и он думает, что что-то написал. Он не написал. Ему нужно осознать это. Для этого нужно время».
В 2019 году Эшкрофт получил премию Айвора Новелло за выдающийся вклад в британскую музыку. На пресс-конференции он отметил, что все юридические вопросы касаемо «Bitter Sweet Symphony» были улажены при посредничестве сына Аллена Клейна, Джоди, и нового менеджера Stones Джойса Смита.

## Видеоклип
Музыкальное видео было снято режиссёром Уолтером Штерном и выпущено 11 июня 1997 года. Оно является данью уважения клипу группы Massive Attack «Unfinished Sympathy». В нём Ричард Эшкрофт поет, идя по оживленному лондонскому тротуару, не меняя ни шага, ни направления, за исключением одного случая, когда он вынужден остановиться перед движущейся машиной и видит свое отражение в тонированном окне. Он едва избегает столкновения с машиной, когда начинает идти вперед, неоднократно натыкаясь на прохожих (в результате чего одна молодая женщина теряет равновесие и падает), а также прыгает на капот другого автомобиля, остановившегося на его пути. В конце видео остальные участники группы присоединяется к Эшкрофту.
Клип получил интенсивную ротацию на музыкальных каналах и был номинирован на ряд наград, включая три премии MTV Video Music Awards 1998 года. Британская журналистка Франческа Перри из газеты The Guardian назвала его одним из лучших музыкальных клипов о городской жизни.
Есть также альтернативная версия клипа, в которой Эшкрофт останавливается, когда натыкается на трех мужчин и получает от них побои. Затем он встает и продолжает идти с окровавленным лицом.

## Награды и наследие
Песня считается визитной карточкой группы и одним из определяющих треков и музыкальных клипов эпохи брит-попа. Она была включена в ряд лучших списков песен и опросов. Песня была названа синглом года в 1997 году журналами Rolling Stone и NME. В 1998 году слушатели BBC Radio 1 признали её третьим лучшим треком в истории. В том же году она была названа третьим лучшим синглом 1997 года по результатам ежегодного опроса критиков The Village Voice Pazz & Jop. В 2005 году в опросе Channel 4 музыкальное видео заняло 8-е место в списке «100 величайших поп-видео».
В 2007 году журнал NME поместил эту песню под номером 18 в своем списке «50 величайших инди-гимнов всех времен». В сентябре 2007 года опрос 50 авторов песен в журнале Q magazine поместил её в список «Топ-10 величайших треков». В австралийском Triple J Hottest 100 of All Time 2009 трек был признан 14-й лучшей песней всех времен.
Журнал Pitchfork включил песню под номером 29 в свой список «Топ-200 треков 90-х». Издание также включило его в свою коллекцию The Pitchfork 500. В 2011 году NME поместил его под номером 9 в своем списке «150 лучших треков за последние 15 лет». Несмотря на то, что у группы было полдюжины хитов, песня заняла 1-е место в опросе журнала Paste magazine «25 потрясающих однохитовых чудес 1990-х».
В 2015 году читатели Rolling Stone признали её третьей величайшей брит-поп-песней в своем опросе. В 2004 году она заняла 392-е место в списке Rolling Stone «500 величайших песен всех времен». Согласно сайту Acclaimed Music, это 59-я самая знаменитая песня в истории популярной музыки.

## Трек-лист сингла в разных странах
- CD 1 HUTDG 82

1. Bitter Sweet Symphony (Original) — 6:00
2. Lord I Guess I’ll Never Know — 4:51
3. Country Song — 7:50
4. Bitter Sweet Symphony (Radio Edit) — 4:35

- CD 2 HUTDX 82

1. Bitter Sweet Symphony (Extended Version) — 7:52
2. So Sister — 4:11
3. Echo Bass — 6:39

- Cassette HUTC 82

1. Bitter Sweet Symphony (Radio Edit) — 4:35
2. Lord I Guess I’ll Never Know — 4:51

- 7" HUTLH 82

1. Bitter Sweet Symphony (Radio Edit) — 4:35
2. Lord I Guess I’ll Never Know — 4:51

- 12" HUTT 82

1. Bitter Sweet Symphony (Original) — 6:00
2. Lord I Guess I’ll Never Know — 4:51
3. Bitter Sweet Symphony (James Lavelle Remix)
4. Country Song — 7:50

- Promo CD HUTCDP 82

1. Bitter Sweet Symphony (Radio Edit) — 4:35

- Promo 12" HUTTP 82

1. Bitter Sweet Symphony (Alt Version)
2. Bitter Sweet Symphony (MSG)

- Remix 12" HUTTR 82

1. Bitter Sweet Symphony (James Lavelle Remix)
2. Bitter Sweet Symphony (James Lavelle Instrumental Remix)

10 марта 1998-го года сингл был официально выпущен в США
- CD V25D-38634

1. Bitter Sweet Symphony (Original) — 5:58
2. Lord I Guess I’ll Never Know — 4:52
3. So Sister — 4:11
4. Echo Bass — 6:39

- Cassette 4KM-38634

1. Bitter Sweet Symphony (Original) — 5:58
2. Lord I Guess I’ll Never Know — 4:52

- Promo CD DPRO-12727

1. Bitter Sweet Symphony (Radio Edit) — 4:16
2. Bitter Sweet Symphony (Original) — 5:57
3. Bitter Sweet Symphony (Call Out Research Hook 1 (Vocal)) — 0:12
4. Bitter Sweet Symphony (Call Out Research Hook 2 (Instrumental)) — 0:11

- Promo 12" SPRO-12775

1. Bitter Sweet Symphony (James Lavelle Remix) — 5:50
2. Bitter Sweet Symphony (Album Version) — 5:57
3. Bitter Sweet Symphony (James Lavelle Instrumental Remix) — 5:50

- CD VJCP-12077

1. Bitter Sweet Symphony (Original) — 6:00
2. Lord I Guess I’ll Never Know — 4:51
3. Country Song — 7:50
4. Bitter Sweet Symphony (Radio Edit) — 4:35

- CD 8943752

1. Bitter Sweet Symphony (Original) — 6:00
2. Lord I Guess I’ll Never Know — 4:51
3. Country Song — 7:50
4. Bitter Sweet Symphony (Radio Edit) — 4:35

## Чарты
| Чарт                            | Верхняя позиция |
| ------------------------------- | --------------- |
| Australian Singles Chart        | 11              |
| Austrian Singles Chart          | 15              |
| Belgium Singles Chart (Vl)      | 21              |
| Belgium Singles Chart (Wa)      | 18              |
| Canadian RPM Singles Chart      | 5               |
| Canadian RPM Alternative 30     | 1               |
| Dutch Singles Chart             | 14              |
| Finnish Singles Chart           | 6               |
| French Singles Chart            | 16              |
| Irish Singles Chart             | 3               |
| New Zealand Singles Chart       | 15              |
| Norwegian Singles Chart         | 9               |
| Swedish Singles Chart           | 10              |
| Swiss Singles Chart             | 15              |
| UK Singles Chart                | 2               |
| US Billboard Hot 100            | 12              |
| US Billboard Modern Rock Tracks | 4               |

| Чарт (1998)                 | Место |
| --------------------------- | ----- |
| U.S. Billboard Hot 100      | 79    |
| Canadian RPM Alternative 30 | 27    |

## Сертификации
| Регион | Сертификация  | Продажи   |
| --- | ------------- | --------- |
| Австралия (ARIA) | Золотой       | 35 000^   |
| Франция (SNEP) | Золотой       | 250 000*  |
| Германия (BVMI) | Золотой       | 250 000   |
| Италия (FIMI) | Платиновый    | 50 000    |
| Великобритания (BPI) | 2× Платиновый | 1,276,209 |
| США (RIAA) | Золотой       | 500 000^  |
| * Данные о продажах приведены только на основе сертификации. · ^ Данные о тиражах приведены только на основе сертификации. · Данные о продажах + прослушиваниях приведены только на основе сертификации. |               |           |

## Дополнительные факты
Редакция портала Афиша Daily включила би-сайд «So Sister» в число лучших неальбомных треков группы, назвав её одной из лучших баллад в истории брит-попа.